# Parc national de Chatsk
Le parc national de Chatsk (en ukrainien : Шацький національний природний парк) est un parc national situé dans l’oblast de Volhynie, au nord-ouest de l’Ukraine. Il couvre une superficie de 490 km². Il protège le groupe des lacs de Chatsk, l’un des plus grands ensembles de lacs européens avec plus d’une trentaine de lacs d'une superficie totale de près de 70 kilomètres carrés. Parmi eux le lac Svitiaz, le lac le plus profond d’Ukraine, d’une superficie de 28 kilomètres carrés et d’une profondeur de 58 mètres.

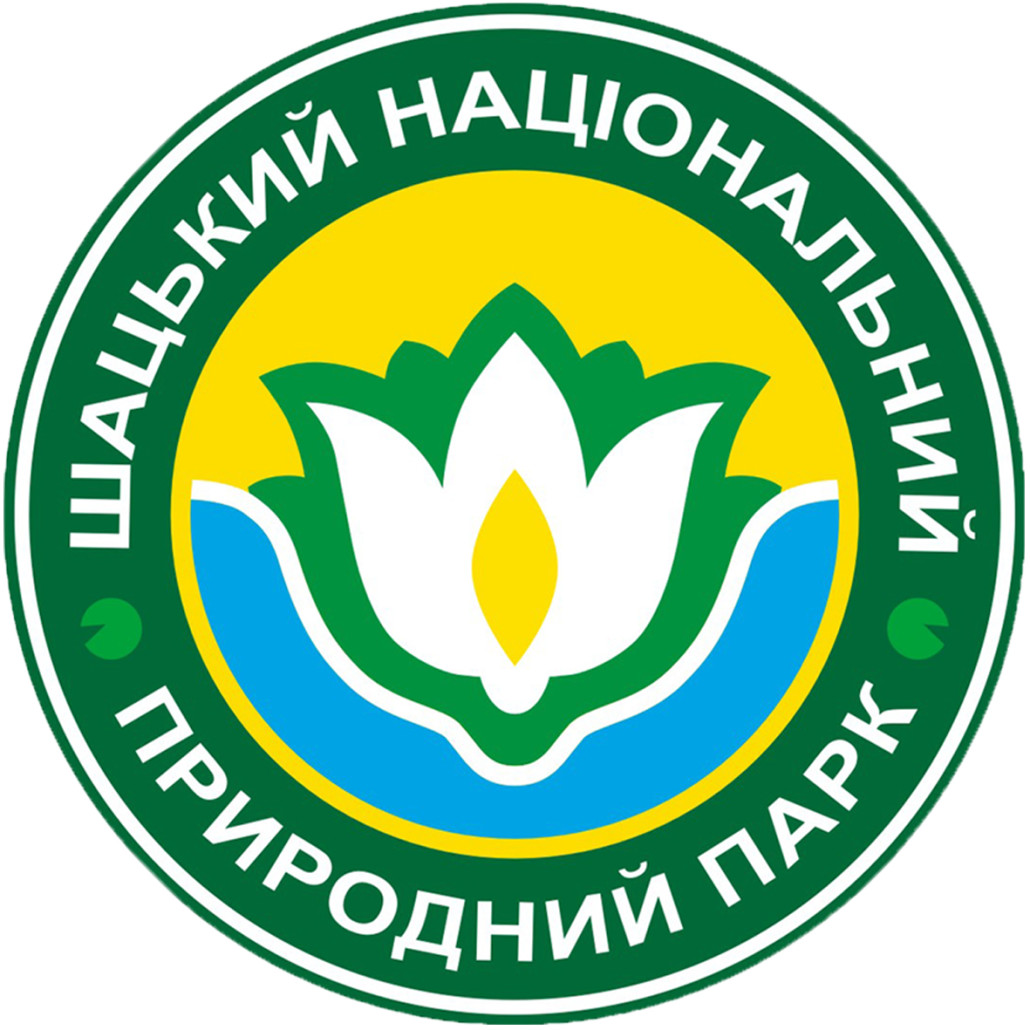
Logo du parc.

## Historique
Le parc a été créé par le décret présidentiel du 28 décembre 1983 pour protéger la faune et la flore autour des lacs de la région, le plus grand étant le lac de Chatsk de la réserve naturelle des lacs de Chatsk. Il fait partie de la réserve de biosphère transfrontière de Polésie occidentale.

## Description
Les forêts occupent 52,5 % du parc, les prairies 7,3 %, les marais 2,8 % et les réservoirs d’eau 14,2 %. Le reste de la zone est occupé par des fermes et des routes. Le lac Svitiaz est considéré comme l’une des sept merveilles naturelles de l’Ukraine.

## Flore et faune
Sur le territoire des lacs de Chatsk, on trouve 1180 espèces de plantes appartenant à 124 familles. Parmi elles, il y a 795 espèces de plantes vasculaires et 112 bryophytes. 332 espèces de vertébrés ont été recensées dans le parc : 55 de mammifères, 241 d'oiseaux, 7 d'amphibiens et 29 de poissons.

Les forêts de pins et de bleuets dominent le territoire du parc. Les forêts d’aulnes et de bouleaux poussent dans les basses terres. La faune est représentée par des espèces boisées typiques : cerfs, sangliers, chevreuils, lapins, écureuils. La loutre, le blaireau, le putois et la martre sont plus rares. Dans les eaux du parc se trouvent environ 30 espèces de poissons : gardon commun, brème commune, grand brochet, carpe, deux espèces de poisson-chat, anguille européenne et autres.

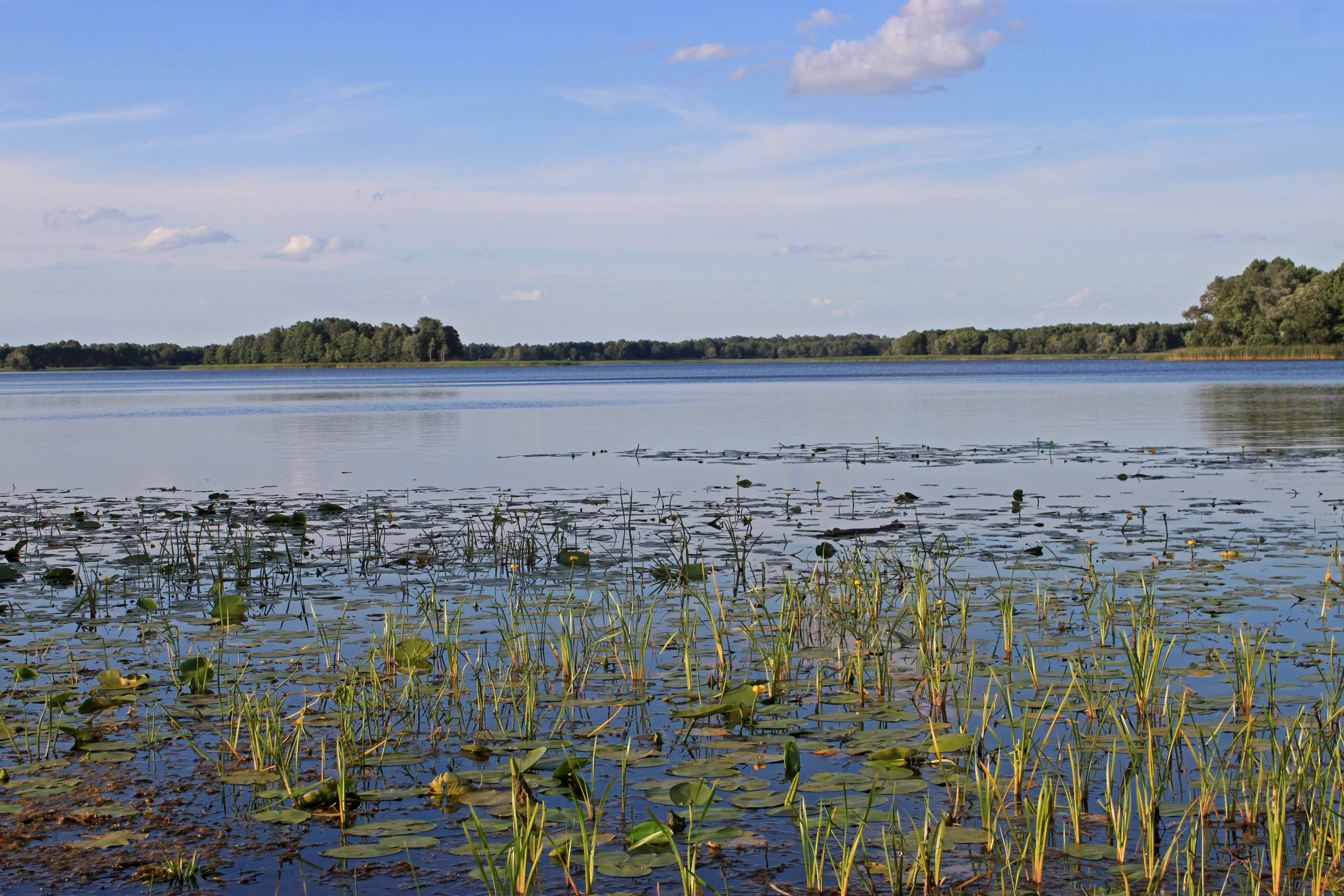
Lac Krymn
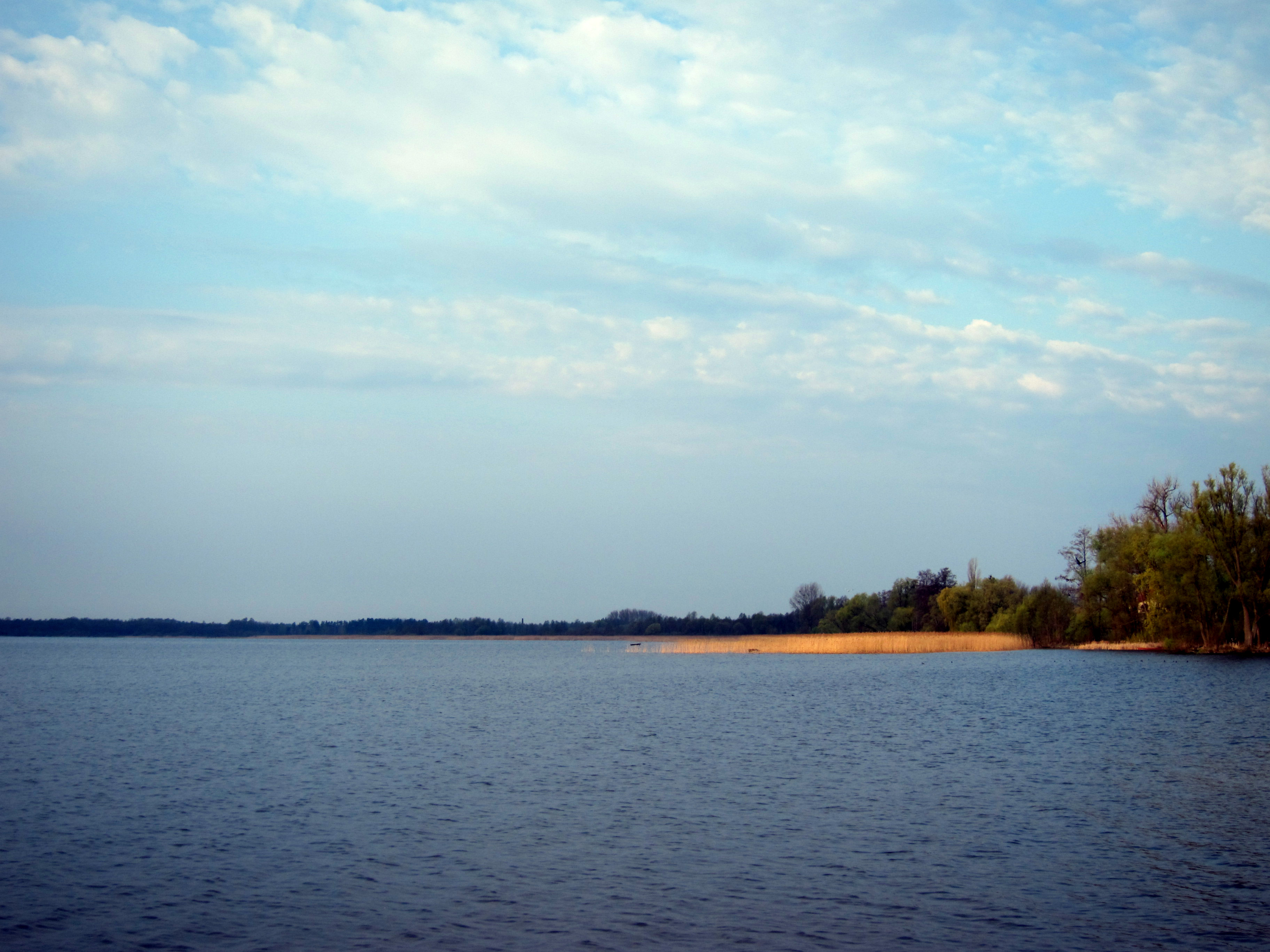
lac Lioutsymer
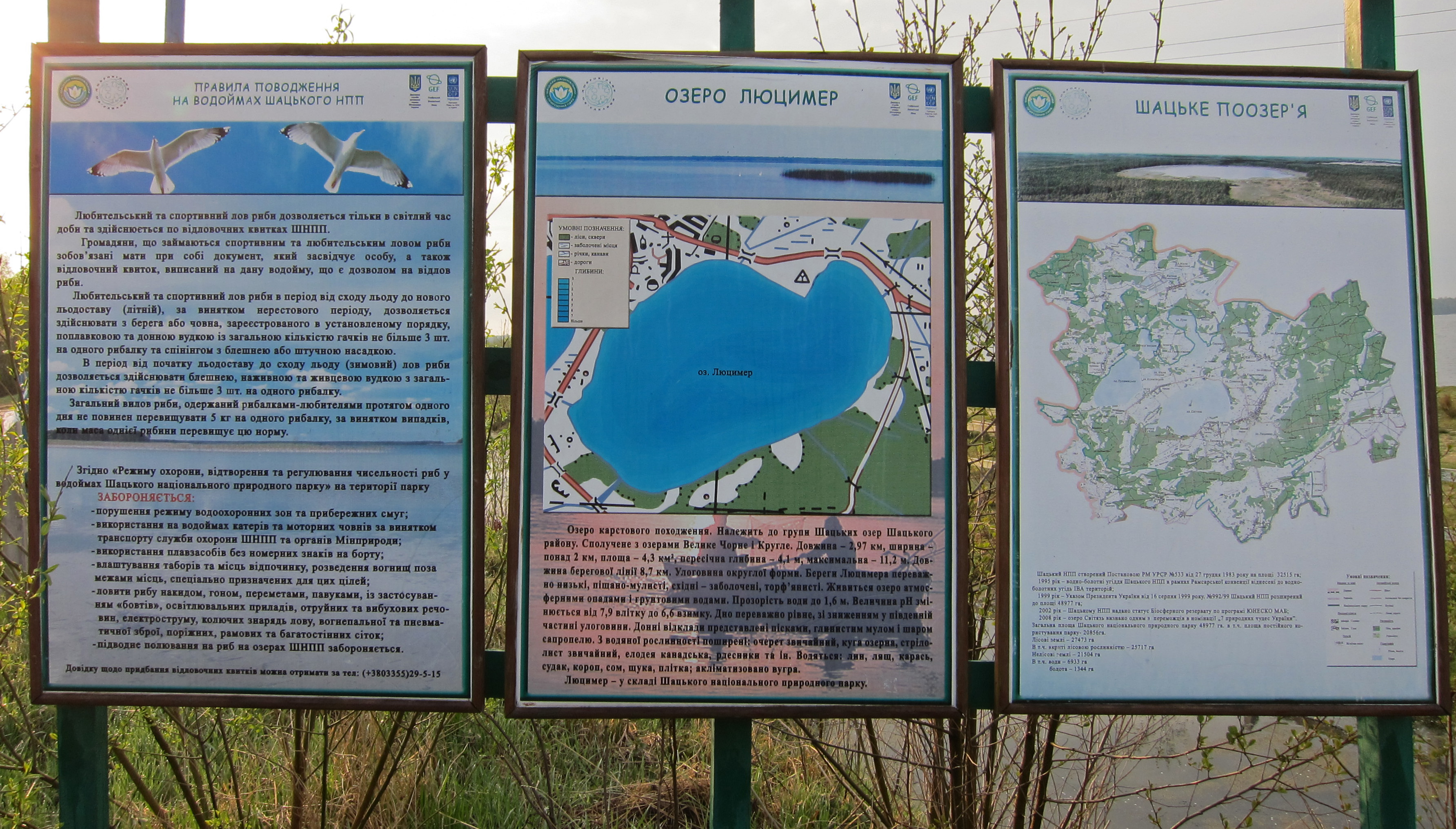
Plans
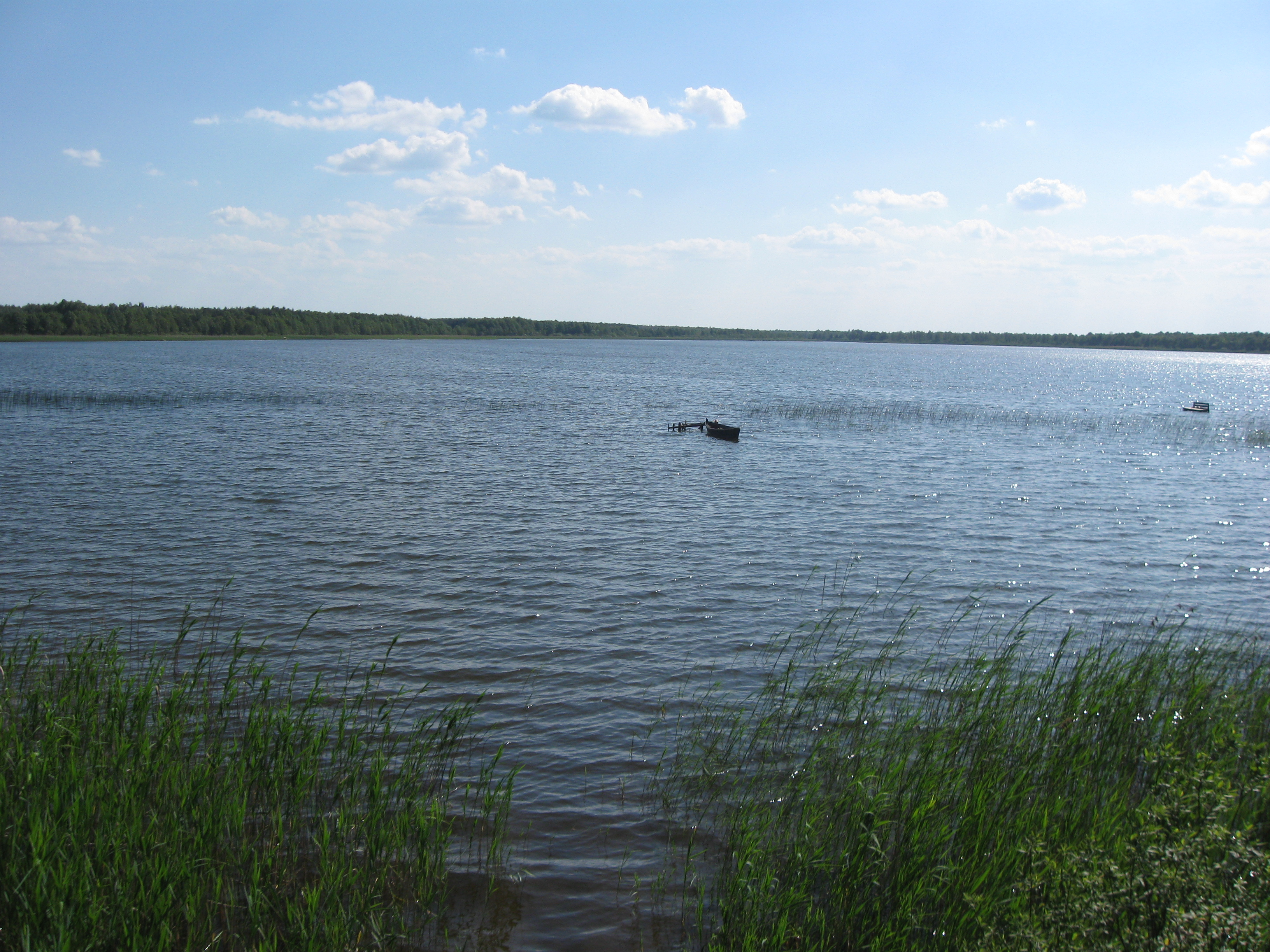
lac Peremout
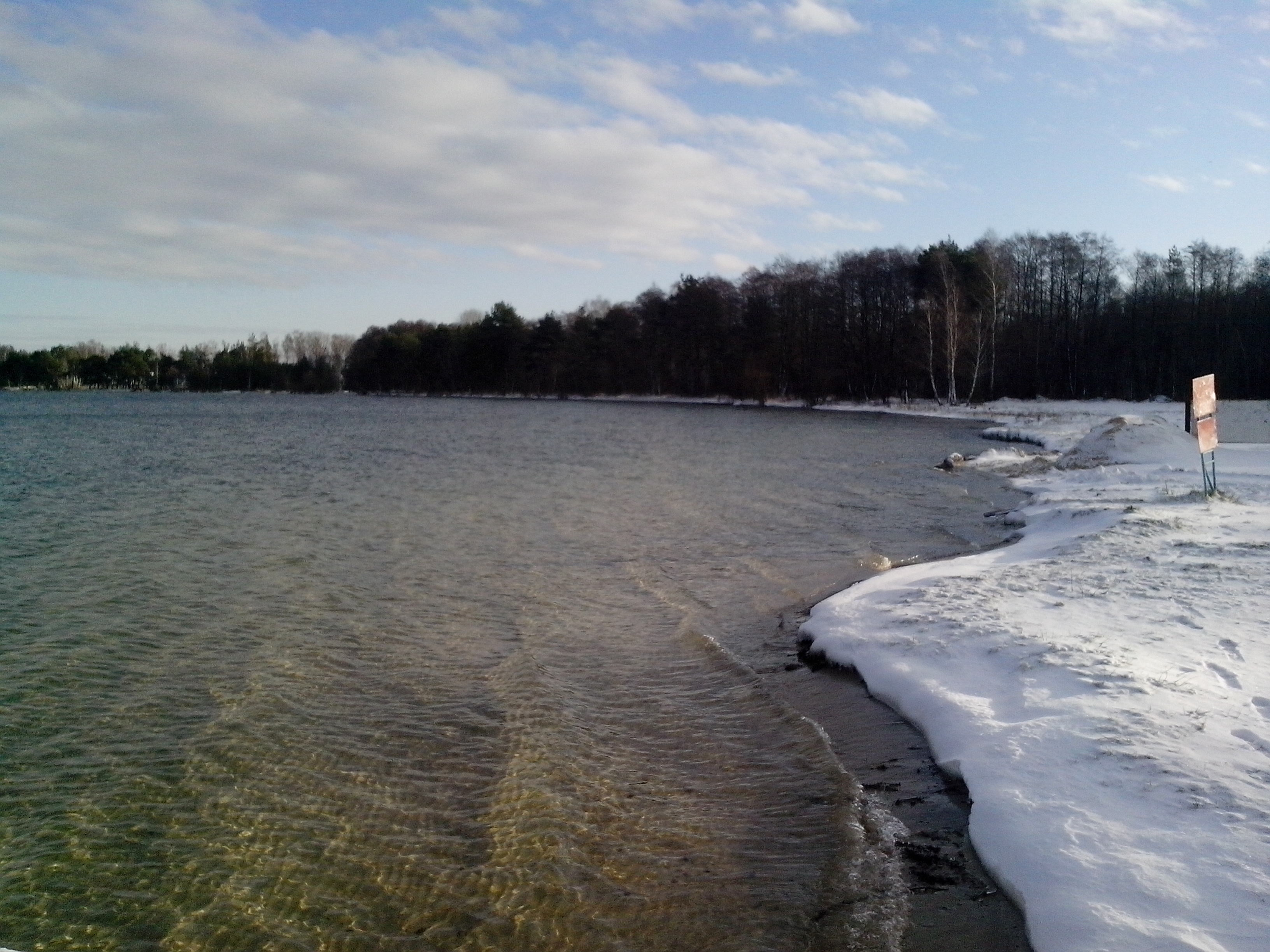
Lac Pisotchne
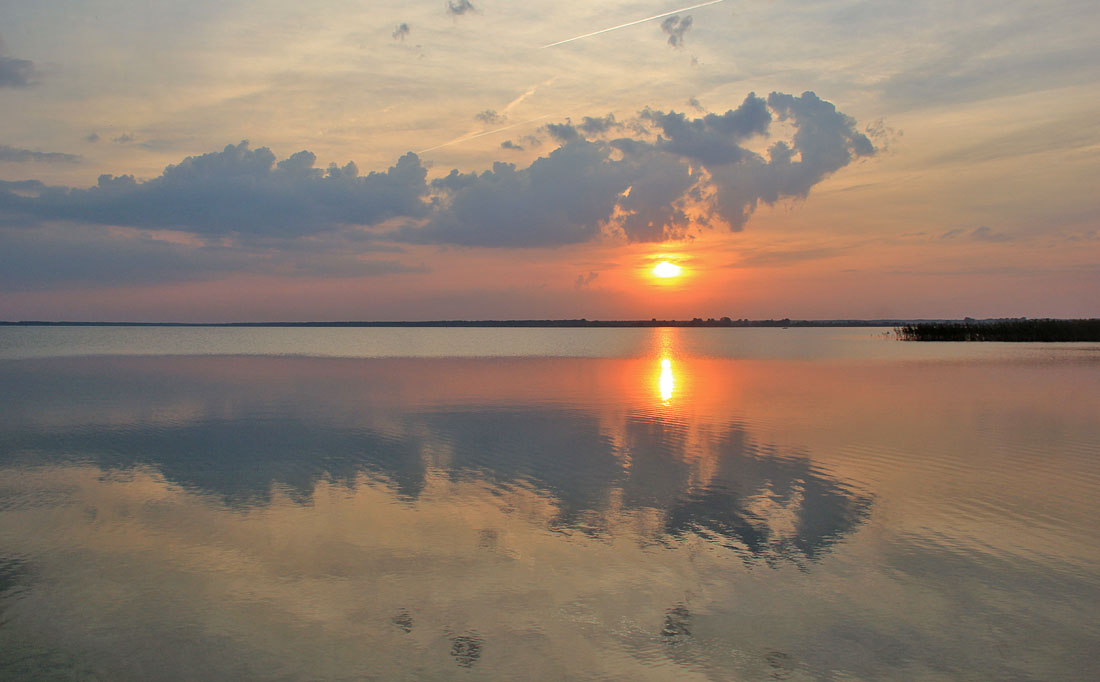
lac Poulemets
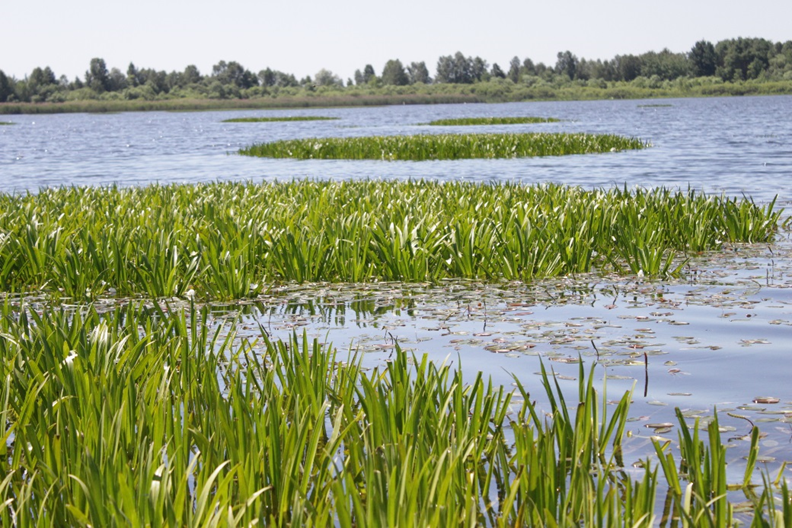
lac Tchorne
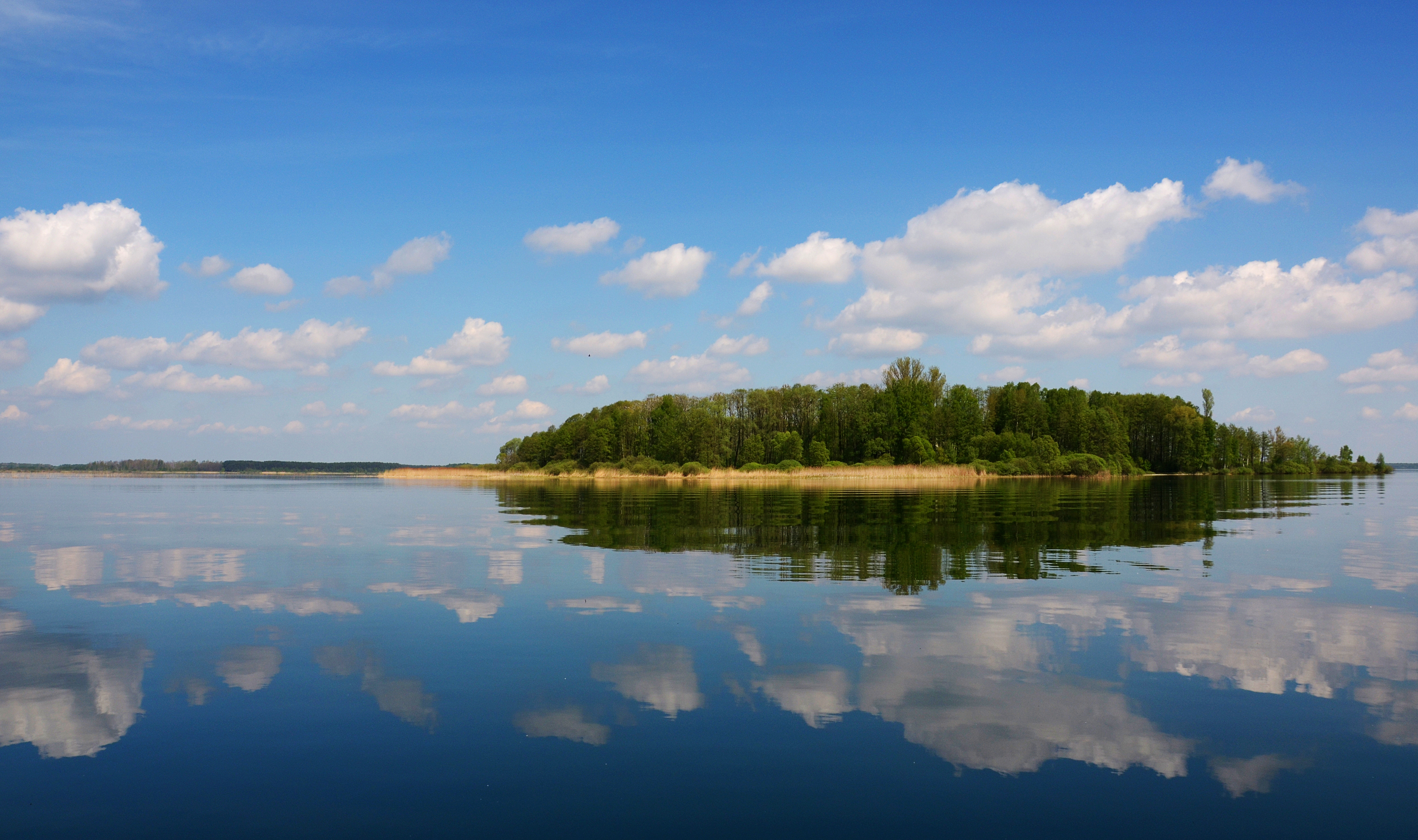
lac Svitiaz.

## Galerie de la faune

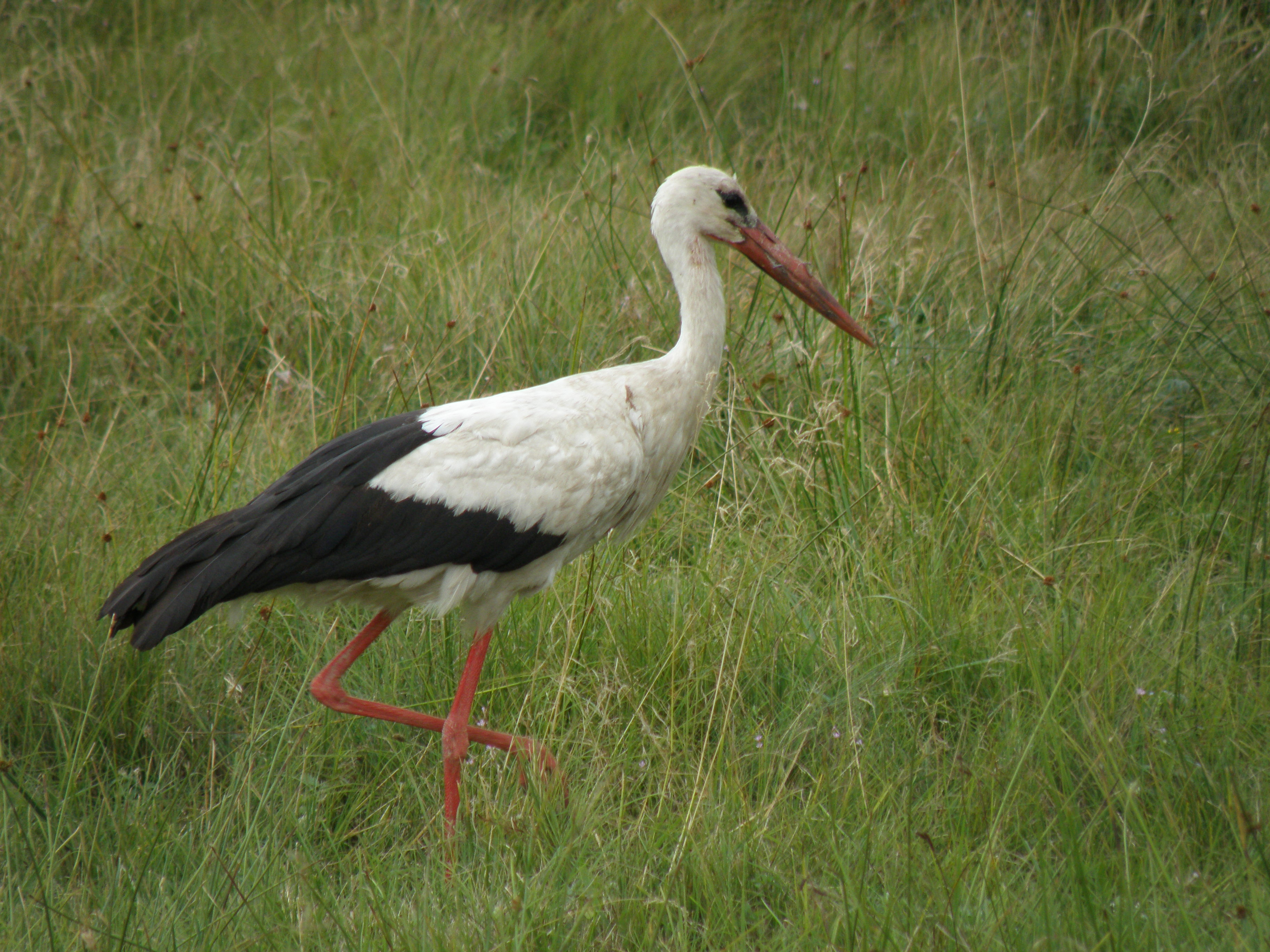
Cigogne,
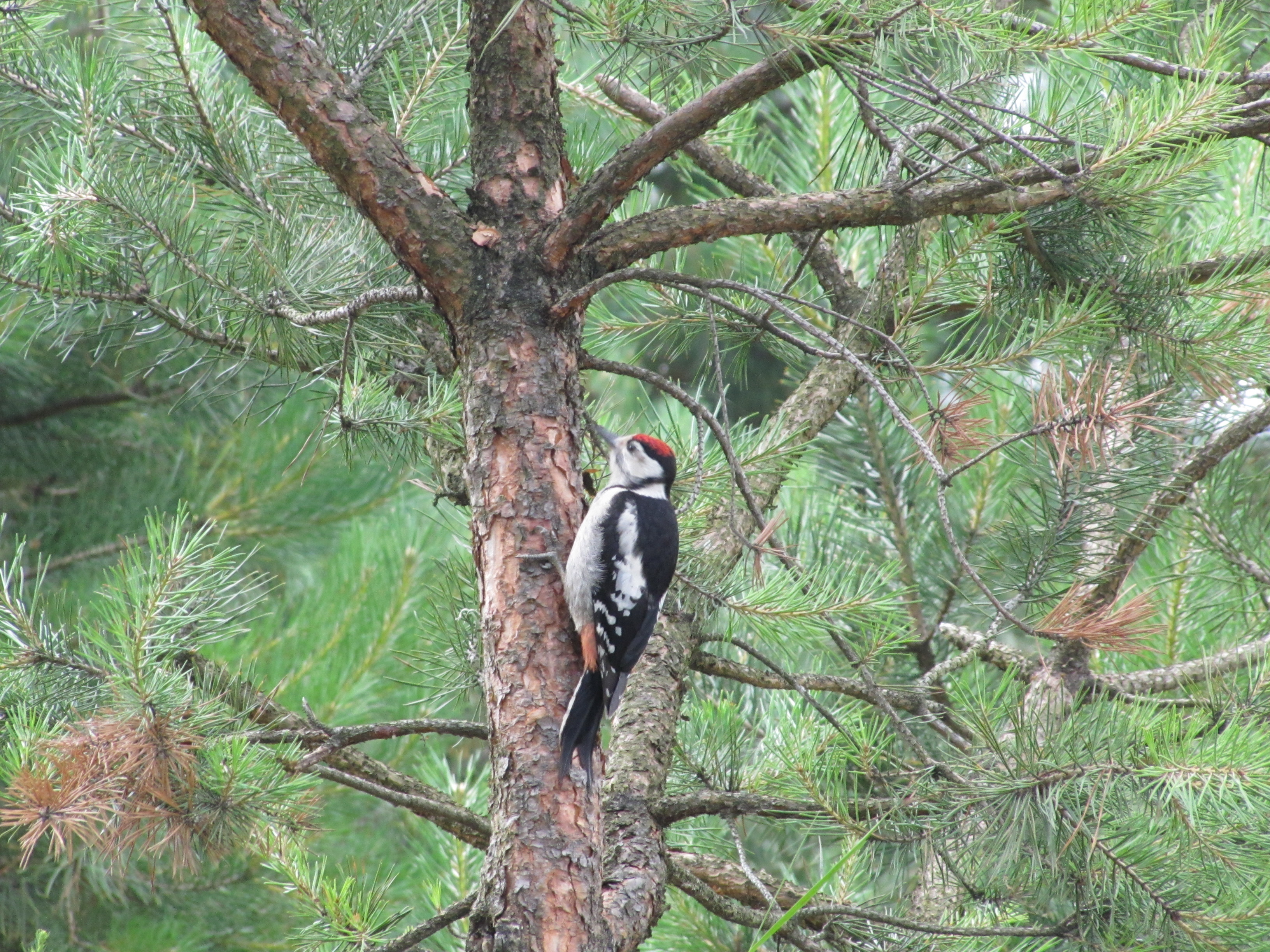
pic
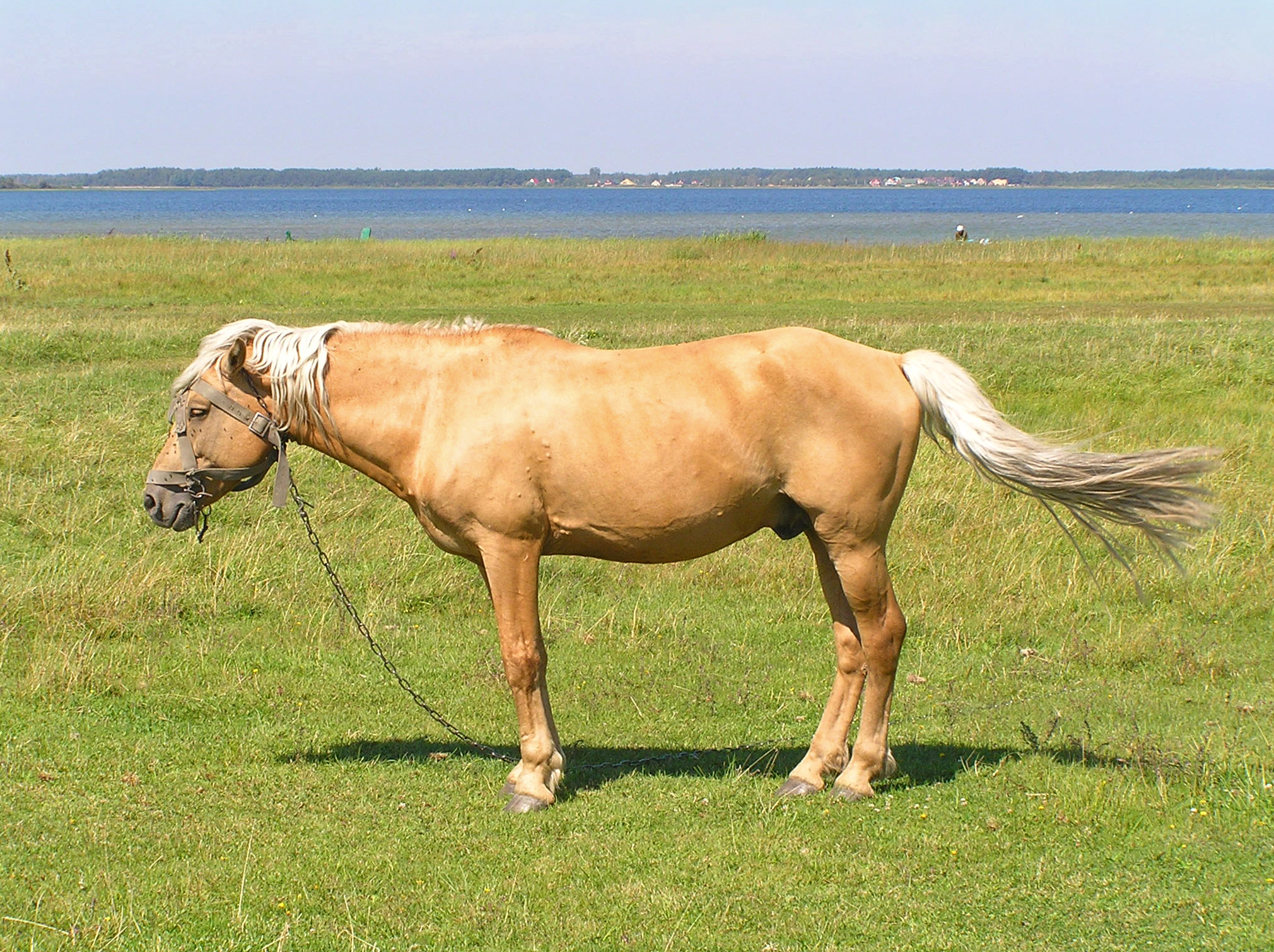
cheval.

## Voir Aussi
- Liste des parcs nationaux de l'Ukraine.